# Sauzé-Vaussais
Sauzé-Vaussais är en kommun i departementet Deux-Sèvres i regionen Nouvelle-Aquitaine i västra Frankrike. Kommunen ligger i kantonen Sauzé-Vaussais som tillhör arrondissementet Niort. År 2022 hade Sauzé-Vaussais 1 497 invånare.

## Befolkningsutveckling
Antalet invånare i kommunen Sauzé-Vaussais
| Referens: INSEE |